# Лари Флинт
Лари Флинт (енгл. Larry Flynt; Сејлерсвил, 1. новембар 1942 — Лос Анђелес, 10. фебруар 2021) био је амерички предузетник и творац првог порнографског часописа на америчком тржишту — Хаслера.
Седамдесетих година се активно борио за слободу ове професије због чега је стекао многе непријатеље. 
Рањен је 1978. године од једног противника његових идеја.
До смрти се налазио у инвалидским колицима.
Лари је шеф Hustler co. Године 1996, настао је филм (Народ против Ларија Флинта) који се заснива на његовој биографији. Тај филм је режирао Милош Форман.
Учествовао је на изборима за гувернера државе Калифорнија 2003. године.